# D.C.toD.X.ラジオ
D.C.toD.X.ラジオ（ディーシートゥーディーエックス-）は、『D.C. Dream X'mas 〜ダ・カーポ〜 ドリームクリスマス』を応援するために配信されたWebラジオ。

## 概要
2010年（平成23年）12月24日にCIRCUSから発売されたパソコンゲーム『D.C. Dream X'mas 〜ダ・カーポ〜 ドリームクリスマス』を応援するために配信されたラジオ番組。当初は、発売週である2010年（平成23年）12月23日までの配信予定だったが、1週間延長され全9回の配信となった。
パソコンゲーム『D.C.II 〜ダ・カーポII〜』関連のラジオでは、前回の『D.C.toVCラジオ』までのパーソナリティは声優のひなき藍、きのみ聖、立花あやの3人であったが、今回はひなき藍、きのみ聖の2人だけとなった。ラジオ内のコーナーで、『D.C. 〜ダ・カーポ〜』、『D.C.II 〜ダ・カーポII〜』のラジオドラマ「初音島冬物語」のコーナーがあり、『D.C. Dream X'mas 〜ダ・カーポ〜 ドリームクリスマス』の特典として全8話が収録されているCDが同梱された。
リスナーにクリスマスカードの募集がされ、その中からひなき藍、きのみ聖がそれぞれ選んだリスナーに年賀状が贈られた。

## 配信曜日など
HiBiKi Radio Station
- 毎週 木曜日更新
- 放送：2010年（平成23年）11月4日 - 2010年（平成23年）12月30日

## パーソナリティ
- ひなき藍（声優）朝倉音姫役
- きのみ聖（声優）朝倉由夢役

## 番組コーナー
- ふつうのおたより
  - フリーテーマのお便りコーナー。
- 史上最大のクリパ大作戦!
  - クリスマスパーティーの企画をリスナーが考えるコーナー。
- 初音島からの手紙
  - 『D.C.II 〜ダ・カーポII〜』時代の初音島の様子を、『D.C. 〜ダ・カーポ〜』の世界に送り届けるコーナー。
- 脚本家はアナタ! コラボストーリーを作れ!
  - 12月からの新コーナー。リスナーが考えた『D.C. 〜ダ・カーポ〜』と『D.C.II 〜ダ・カーポII〜』のコラボレーションストーリーを紹介するコーナー。

### 初音島冬物語
- 『D.C. 〜ダ・カーポ〜』、『D.C.II 〜ダ・カーポII〜』のラジオドラマ。

主要キャラクター
|       | キャラクター                     |
| ----- | -------------------------------- |
| 第1話 | 白河ことり、みっくん、ともちゃん |
| 第2話 | 白河ことり、みっくん、ともちゃん |
| 第3話 | 白河ことり、みっくん、ともちゃん |
| 第4話 | 雪村杏、花咲茜                   |
| 第5話 | 雪村杏、花咲茜、白河ななか       |
| 第6話 | 雪村杏、花咲茜、白河ななか       |
| 第7話 | 水越眞子、水越萌                 |
| 第8話 | 朝倉音夢、芳乃さくら             |
| 第9話 | 朝倉音夢、芳乃さくら             |